# Krystsina Tsimanouskaia
Krystsina Siarheeuna Tsimanouskaia (em bielorrusso:  Крысціна Сяргееўна Ціманоўская, transl. Krystsina Siarheyeuna Tsimanouskaya, em Łacinka Kryscina Siarhiejeŭna Cimanoŭskaja; Klimavitchy, 19 de novembro de 1996) é uma velocista bielorrussa. Ela ganhou uma medalha de prata nos 100 metros rasos no Campeonato Europeu Sub-23 de Atletismo de 2017, ocorrido em Bydgoszcz, Polônia, uma medalha de ouro nos 200 metros rasos na Universíada de Verão de 2019 realizada em Nápoles, Itália, e uma medalha de prata no evento por equipes dos Jogos Europeus de 2019 em Minsk, Bielorrússia.
Tsimanouskaia se qualificou para participar dos Jogos Olímpicos de Verão de 2020 nos eventos de 100 metros rasos e 200 metros rasos. Em 30 de julho de 2021, durante os Jogos, ela acusou funcionários do Comité Olímpico Nacional da República da Bielorrússia de forçá-la a competir na corrida de revezamento 4 × 400 m sem o seu consentimento. Em 1 de agosto de 2021, ela foi levada ao Aeroporto Internacional de Tóquio por representantes do CON da Bielorrússia contra sua vontade, onde se recusou a embarcar em um voo de volta para Minsk. Posteriormente, Tsimanouskaia recebeu proteção policial antes de pedir asilo na Polônia, cuja embaixada no Japão a acolheu em 2 de agosto de 2021.

## Vida pessoal
Krystsina Siarheeuna Tsimanouskaia nasceu em Klimavichy, uma cidade no leste da Bielorrússia. Quando tinha cerca de 15 anos, Tsimanouskaia ingressou no atletismo após receber uma oferta de um treinador olímpico. Seus pais ficaram preocupados, imaginando que ela não conseguiria uma carreira no atletismo; eles foram convencidos por Tsimanouskaia e sua avó.

## Competições internacionais
| Ano                        | Competição                          | Local                      | Posição                    | Evento                     | Notas                      |
| Representando Bielorrússia | Representando Bielorrússia          | Representando Bielorrússia | Representando Bielorrússia | Representando Bielorrússia | Representando Bielorrússia |
| -------------------------- | ----------------------------------- | -------------------------- | -------------------------- | -------------------------- | -------------------------- |
| 2015                       | Campeonato Europeu Júnior           | Eskilstuna, Suécia         | 6ª                         | 100 m                      | 11.85                      |
| 2015                       | Campeonato Europeu Júnior           | Eskilstuna, Suécia         | 17ª (h)                    | 200 m                      | 24.51                      |
| 2017                       | Campeonato Europeu em Pista Coberta | Belgrado, Sérvia           | 12ª (sf)                   | 60 m                       | 7.39                       |
| 2017                       | Campeonato Europeu Sub-23           | Bydgoszcz, Polônia         | 2ª                         | 100 m                      | 11.54                      |
| 2017                       | Campeonato Europeu Sub-23           | Bydgoszcz, Polônia         | 4ª                         | 200 m                      | 23.32                      |
| 2018                       | Campeonato Mundial em Pista Coberta | Birmingham, Reino Unido    | 31ª (h)                    | 60 m                       | 7.37                       |
| 2018                       | Campeonato da Europa de Atletismo   | Berlim, Alemanha           | 13ª (sf)                   | 100 m                      | 11.34                      |
| 2018                       | Campeonato da Europa de Atletismo   | Berlim, Alemanha           | 10ª (sf)                   | 200 m                      | 23.03                      |
| 2019                       | Campeonato Europeu em Pista Coberta | Glasgow, Reino Unido       | 7ª                         | 60 m                       | 7.26                       |
| 2019                       | Universíada                         | Nápoles, Itália            | 6ª                         | 100 m                      | 11.44                      |
| 2019                       | Universíada                         | Nápoles, Itália            | 1ª                         | 200 m                      | 23.00                      |
| 2019                       | Campeonato Mundial de Atletismo     | Doha, Qatar                | 26ª (h)                    | 200 m                      | 23.22                      |
| 2019                       | Jogos Europeus                      | Minsk, Bielorrússia        | 2ª                         | equipe                     | –                          |
| 2021                       | Campeonato Europeu em Pista Coberta | Toruń, Polônia             | –                          | 60 m                       | DSQ                        |
| 2021                       | Jogos Olímpicos de Verão de 2020    | Tóquio, Japão              | 38ª (h)                    | 100 m                      | 11.47                      |
| 2021                       | Jogos Olímpicos de Verão de 2020    | Tóquio, Japão              | –                          | 200 m                      | NC                         |

### Jogos Olímpicos de Tóquio 2020
Tsimanouskaia qualificou-se para participar dos Jogos Olímpicos de Verão de 2020, sua primeira aparição nos Jogos Olímpicos representando a Bielorrússia, nos eventos de 100 m e 200 m; em 30 de julho de 2021 (adiada de 2020 devido à pandemia COVID-19), ela terminou em 4.º na primeira bateria da prova de 100 m com um tempo de 11,47. No entanto, antes da prova de 200 m, ela foi retirada da competição. Em 2 de agosto, o Tribunal de Arbitragem do Esporte rejeitou o pedido de Tsimanouskaia de anular a decisão do Comitê Olímpico Nacional de Belarus (CON RB) de impedi-la de participar das Olimpíadas de Tóquio, declarando que ela não tinha como provar seu caso.

## Incidente de repatriação e asilo

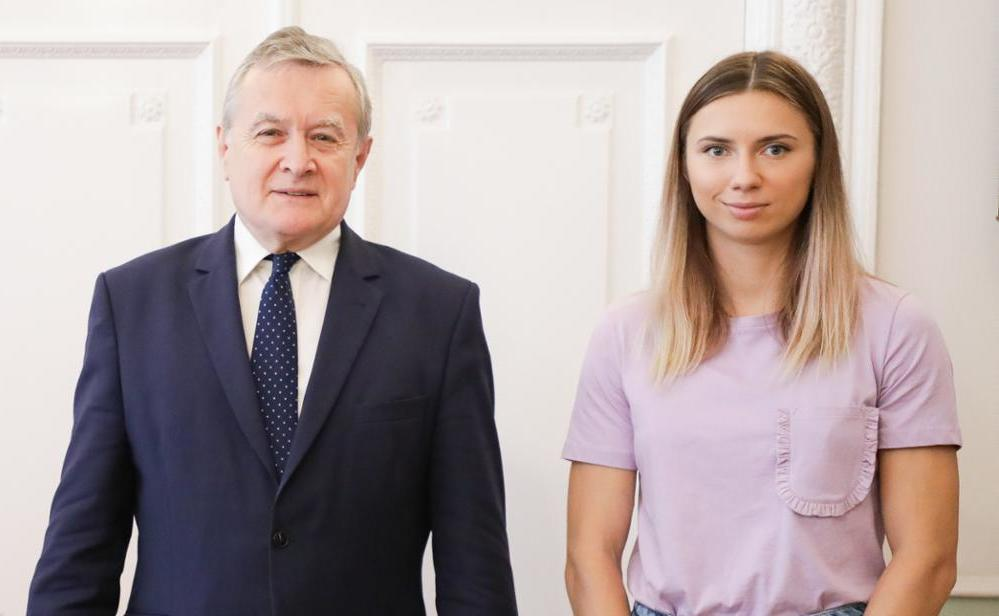
Tsimanouskaia recebida pelo vice-primeiro-ministro polonês Piotr Gliński.

Em 30 de julho de 2021, Tsimanouskaia gravou e publicou um vídeo no Instagram criticando os oficiais do Comitê Olímpico de Belarus (CON RB), dizendo que eles a haviam forçado a correr na corrida de revezamento 4 × 400 m, uma distância que ela nunca havia disputado, sem seu consentimento, depois que outras atletas não puderam competir devido à falta de exames de doping, o que ela também atribuiu ao CON RB. Em 1º de agosto de 2021, a mídia belarussa relatou a tentativa de devolver Tsimanouskaia à força a Belarus. A Fundação Belarussa de Solidariedade Esportiva (BSSF) convocou jornalistas e membros da diáspora belarussa no Japão para encontrar Tsimanouskaia no aeroporto de Haneda, em Tóquio. Ela chamou a atenção de policiais no terminal do aeroporto, que a levaram sob custódia protetora para um hotel do aeroporto durante a noite. Tsimanouskaia disse aos jornalistas que estava com medo de retornar a Belarus e pretendia pedir asilo na Áustria.
Quando a notícia atingiu a mídia internacional, vários países, incluindo a Tchéquia e a Polônia, disseram estar prontos para oferecer-lhe um visto e proteção. Em 2 de agosto, ela entrou na embaixada polonesa em Tóquio e recebeu um visto nacional para o país; uma fonte disse que ela também entrou com o processo de busca de asilo lá. Seu marido, o também velocista, Arseniy Zdanevich, fugiu para a Ucrânia após saber da notícia, dizendo que não pensou duas vezes antes de deixar Belarus. Seus pais disseram a ela para não voltar para Belarus, enquanto relatos dizem que eles e sua avó foram visitados pela polícia. O Comitê Olímpico Internacional (COI) confirmou que também estava protegendo Tsimanouskaia e que o ACNUR estava envolvido. O governo japonês também garantiu que se certificariam de que ela estava segura.
Tsimanouskaia optou por buscar asilo na Polônia, embora a maior parte da Europa ocidental tenha-lhe oferecido proteção no final do dia, já que a nação havia explicitamente lhe oferecido a oportunidade de continuar competindo. Embora outros atletas bielorrussos tenham criticado diretamente o ditador Aleksandr Lukashenko, e alguns deles tenham sido banidos e presos por participarem de protestos, Zdanevitch disse à mídia que ele e sua esposa eram apenas atletas e não estavam interessados em política ou movimentos de oposição. No entanto, após as críticas de Tsimanouskaia aos treinadores nacionais e descrevendo a tentativa de repatriá-la à força, muitos apoiadores do governo belarusso enviaram para ela mensagens ameaçadoras. O BSSF determinou que sua vida estaria em perigo se ela voltasse para Belarus e patrocinou uma passagem de avião para ela voar para Varsóvia. Tsimanouskaia chegou na capital polonesa em 4 de agosto, recebida por oficiais poloneses e migrantes bielorrussos.
O CON de Belarus é liderado pelo filho mais velho do ditador, Viktor Lukashenko, que sucedeu o seu pai nesse cargo. O COI proibiu os dois de participar das Olimpíadas de Tóquio em 2020, após acusações de intimidação por parte de atletas. O CON BR, que também retirou Tsimanouskaia das competições após o vídeo do Instagram, disse estar preocupado com o "estado emocional e psicológico do atleta [...] segundo os médicos". Tsimanouskaia disse que não houve nenhuma consulta médica. Vários outros atletas bielorrussos se pronunciaram em apoio a Tsimanouskaia, enquanto outros a condenaram. Alguns contatados pelo The Guardian se recusaram a falar, também querendo evitar temas políticos. A Anistia Internacional informou que os atletas têm maior probabilidade de serem alvos do governo Lukashenko devido ao seu interesse pessoal pelo esporte: os atletas são favorecidos pelo Estado e, por isso, denunciá-lo é visto pelo ditador como uma traição do Estado. Como o incidente ocorreu em meio a um aumento de sanções da União Europeia, Reino Unido e Estados Unidos em protesto ao governo de Lukashenko, este alegou acreditar que Tsimanouskaia nunca teria feito tais protestos por si própria, e na verdade estaria sendo manipulada por poloneses.